# Michal Stehlík
Michal Stehlík (* 13. dubna 1976 Třebíč) je český historik a slovakista, profesor na Filozofické fakultě Univerzity Karlovy v Praze, kde byl v letech 2006 až 2014 děkanem. Zabývá se především českými dějinami 20. století. V letech 2014 až 2015 byl předsedou Rady Českého rozhlasu. V letech 2014-2023 byl náměstkem generálního ředitele Národního muzea. Od 1. ledna 2024 je ředitelem Památníku národního písemnictví.

## Vzdělání
Michal Stehlík se narodil v Třebíči, ale od roku 1977 žil v Dačicích. Magisterské studium absolvoval na Filozofické fakultě UK v Praze v oboru historie – slovakistika, kde také v roce 2005 absolvoval doktorský studijní program v oboru české dějiny a roku 2001 složil rigorózní zkoušku na Filozofické fakultě Masarykovy univerzity v Brně. V roce 2010 se na Univerzitě Palackého v Olomouci habilitoval jako docent českých dějin. V prosinci 2020 ho na návrh Univerzity Karlovy prezident republiky jmenoval profesorem.

## Pracovní kariéra

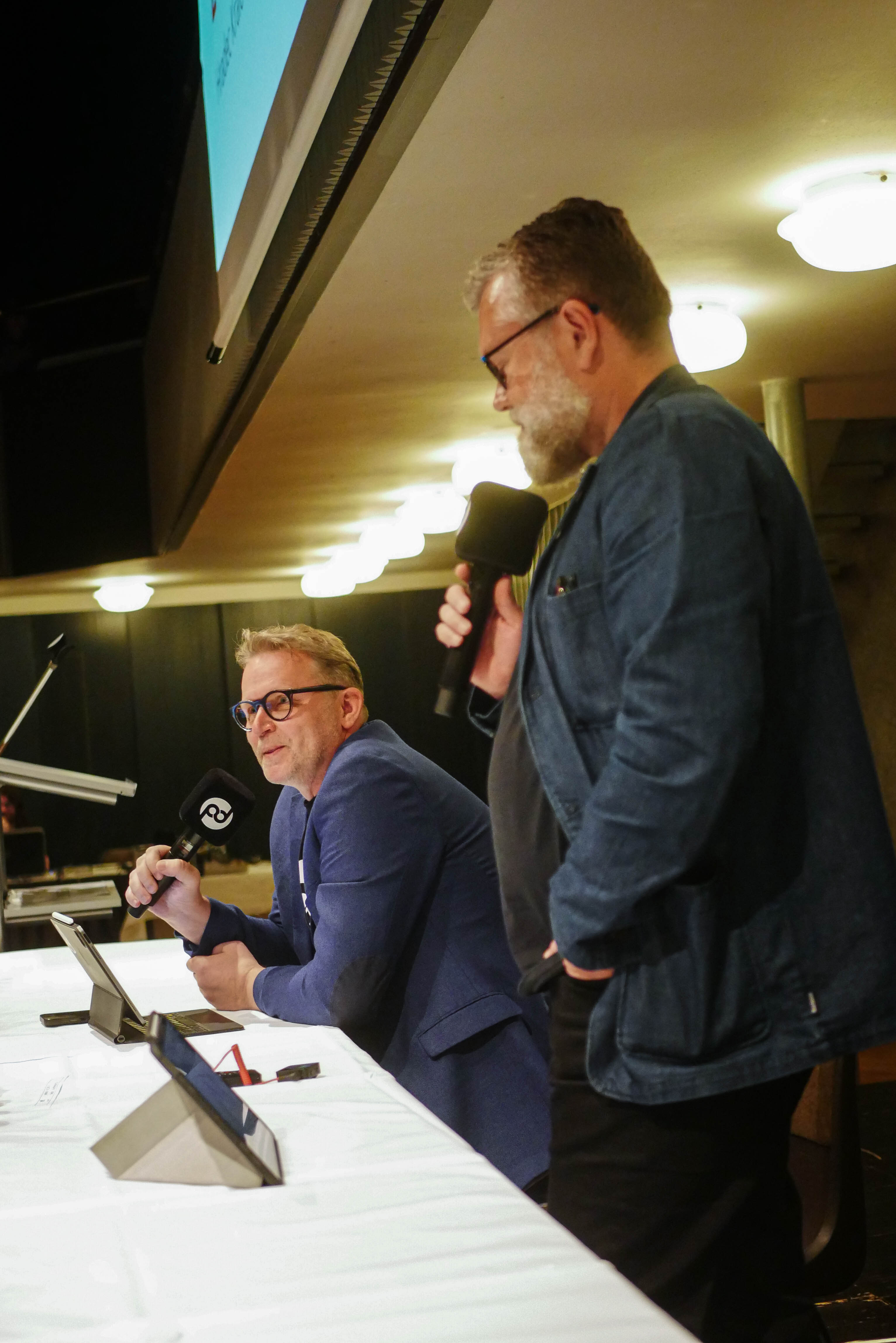
Michal Stehlík (spolu s Martinem Gromanem) na České archivní konferenci v roce 2025

Michal Stehlík začínal v Dačicích v Městském muzeu a galerii). Byl též členem zastupitelstva města Dačic. V letech 2001–2002 působil v referátu centrální evidence sbírek Ministerstva kultury ČR. V roce 2002 nastoupil do Národního muzea, v roce 2003 byl jmenován náměstkem generálního ředitele Michala Lukeše. V roce 2005 byl Akademickým senátem Filozofické fakulty UK zvolen děkanem fakulty, jímž byl po dvě funkční období až do počátku roku 2014.
Podílel se na celé řadě festivalových, výstavních i vzdělávacích projektů. V roce 1999 založil o.s. Krasohled, které pořádalo 2000–2017 např. Dačické barokní dny. V roce 2003 v Dačicích prosadil umístění pamětní desky obětem holocaustu a v roce 2014 se podílel na umístění pamětní desky politickému vězni JUDr. Františku Valenovi také v Dačicích. Koordinoval také první a druhou Pražskou muzejní noc v letech 2004 a 2005. Mezi významné kurátorské počiny patří mj. tyto výstavy: „FOTBAL 1934–2004. 70 let od římského finále“, „Svobodně! 60 let vysílání Rádia Svobodná Evropa“ či „Zničené kostely severních Čech 1945–1989“. V roce 2009 byl na české straně hlavním kurátorem Dolnorakouské zemské výstavy ve spolupráci s rakouskými historiky. Byl také hlavním kurátorem stálých expozic Muzea Vysočiny Třebíč na třebíčském zámku, které byly otevřeny v listopadu 2013, a rok předtím také dětského muzea „Cesty časem“ také v Třebíči. V roce 2017 byl hlavním autorem výstavy Fenomén Masaryk v Národním muzeu a spoluautorem námětu Česko-slovenské / Slovensko české výstavy v roce 2018. V roce 2019 byl kurátorem multimediální expozice Momenty dějin v prostoru Spojovací chodby Národního muzea. V roce 2020 byl hlavním autorem výstavy “Parlament!” a také spoluautorem výstavy “1620. Cesta na Horu.” V roce 2020 byl také projektovým vedoucím mezinárodního výstavního projektu Sluneční králové (egyptologická výstava). V roce 2022 byl hlavním autorem výstavy NM k připomenutí heydrichiády "Nikdy se nevzdáme!". V roce 2023 byl hlavním autorem výstavy NM "Padesátá léta". Od 1. ledna 2024 je ředitelem Památníku národního písemnictví.
Působil jako člen několika správních a dozorčích rad, byl členem Rady Ústavu pro studium totalitních režimů a Vědecké rady Masarykovy univerzity. Místopředsednickou funkci zastával do roku 2017 ve Správní radě Vysoké školy uměleckoprůmyslové v Praze. 14. května 2014 byl zvolen jako jediný kandidát předsedou Rady Českého rozhlasu, jejímž členem byl od června 2011. Ve funkci předsedy rady skončil v listopadu 2015. V letech 2018-2022 byl členem Vědecké rady Ústavu pro studium totalitních režimů. V roce 2013 poprvé kandidoval na post rektora Univerzity Karlovy, ale do funkce byl tehdy zvolen prof. Tomáš Zima. V roce 2021 se o tuto funkci ucházel podruhé, ve volbě konané 22. října 2021 však přesvědčivě zvítězila lékařka Milena Králíčková, která získala 55 hlasů oproti 14 pro Michala Stehlíka. Od roku 2024 je členem Rady ministra kultury pro výzkum a Vědecké rady Národního pedagogického muzea a knihovny J. A. Komenského.
Na Filozofické fakultě UK působí na Ústavu českých dějin a věnuje se soudobým dějinám, zejména jde o přednášky k problematice česko-slovenských vztahů, dějinám komunistického období v Československu, represe a disentu. Dále se věnuje dějinám ve veřejném prostoru a tématům kulturního dědictví – muzejnictví. Je garantem nového profesního studijního programu Muzejní studia, který se otevřel poprvé pro akademický rok 2023/2024 ve spolupráci Národního muzea a FF UK.

### Popularizace
V posledních letech se intenzivně věnuje též popularizaci. Spolupracuje s Českým rozhlasem i Českou televizí a připravuje též vlastní projekty. V letech 2020–2021 připravoval na youtube kanálu moderátora Petra Horkého Stehlíkův kurz moderních dějin. V témže roce společně s Martinem Gromanem začali vysílat podcast na téma moderních dějin a veřejného prostoru s názvem Přepište dějiny, z nějž vznikly také čtyři knihy. Podcast byl v roce 2021 oceněn jako Objev roku v anketě Podcast roku a ve stejném roce nominován v kategorii podcastů také na Křišťálovou lupu.[zdroj?]  Součástí aktivit podcastu jsou časté diskuse a přednášky v regionech.[zdroj?] V roce 2024 získal spolu s Martinem Gromanem Cenu Miroslava Ivanova za popularizaci a cyklus tří dílů knihy Přepište dějiny. V roce 2025 byl podcast oceněn Cenou podcastové scény v kategorii Seberozvoj v anketě Podcast roku.

## Politické angažmá
Michal Stehlík byl jako zastupitel města Dačice členem KDU-ČSL. Kvůli zvolení děkanem však své členství ve straně roku 2006 pozastavil, v roce 2018 své členství ukončil. Zastupitelem města Dačic byl jako nestraník za KDU-ČSL znovu od komunálních voleb 2014 do září 2017, kdy rezignoval.
Ve volbách do Senátu PČR v roce 2016 kandidoval jako nestraník za KDU-ČSL v obvodu č. 52 – Jihlava. Se ziskem 16,20 % hlasů postoupil z druhého místa do druhého kola, v němž prohrál poměrem hlasů 46,62 % : 53,37 % s kandidátem ODS, SNK-ED, SsČR a STO Milošem Vystrčilem. Senátorem se tak nestal.

## Publikace
- Návrat paměti krajiny Staré Město pod Landštejnem, Staré Město pod Landštejnem 2000.
- Zapomenutý všední den – 20. století v zrcadle středoevropského regionu/Vergessene Lebenswelt – Verschwundener Alltag. Das 20. Jahrhundert im Spiegel einer mitteleuropäischen Region (ed. společně s N. Perzim), Pomezí/Waidhofen 2001.
- Židé na Dačicku a Slavonicku 1670–1948, Dačice 2002.
- Dějiny Dačic (kapitoly IX–XV), Dačice 2002.
- KSČ proti katolické církvi. Dačický okres 1948–1960, Dačice 2004.
- Fotbal! 1934–2004. Cesty úspěchů a proher, Národní muzeum, Praha 2004 (společně s A. Ročkem a V. Scheinostem).
- Telč – město příběhů (společně s J. Jabulkou), Telč 2005.
- Dačicko, Slavonicko, Telčsko, Vlastivěda moravská – edice Vysočina, kapitola Vývoj v období let 1914–1960, Brno 2005.
- Český Rudolec v bouřlivém půlstoletí 1918–1960, Dačice 2007.
- Naše osmičky. Československé dějiny 20. století v osmičkových předělech, Praha 2008 (společně s M. Junkem a M. Lukešem).
- Slavonické dvacáté století 1900–1960, Dačice 2008.
- Österreich. Tschechien. Geteilt. Getrennt. Vereint. Niederösterreichische Landesausstellung 2009/Česko. Rakousko. Rozděleni. Odloučeni. Spojeni. Dolnorakouská zemská výstava 2009 (ed. KARNER, S., STEHLÍK, M.), Schallaburg 2009.
- Češi a Slováci 1882–1914. Nezřetelnost společné cesty, Togga, Praha 2009.
- Století. Obrazy dvacátého věku, Praha 2011.
- Tváře undergroundu, Radioservis, Praha 2012 (společně. s I. Denčevovou a F. Stárkem).
- Národnostní politika v Československu 1918–1938. Od státu národního ke státu národnostnímu, Praha 2012 (společně s A. Tóthem a L. Novotným).
- Danica Valenová: Nic nedává, kdo nedá sám sebe. Deník 1945–1960, Praha 2012 (edice deníku společně s L. Stehlíkovou).
- Kreiského éra v Rakousku a období normalizace v ČSSR (eds. Sprengnagel, G., Stehlík, M.), Praha 2013.
- Anna Maria Waldstein-Wartenberg: Když byla Třebíč ještě Valdštejnská. Vzpomínky Starorakušanky 1938–1960, Třebíč 2014 (edice pamětí společně s K. Chundelovou).
- Fenomén Karel Kryl, Radioservis, Praha 2014 (společně s I. Denčevovou a kol.).
- Slovensko, země probuzená. 1918–1938, Academia, Praha 2015.
- Rozděleni železnou oponou, Radioservis, Praha 2015 (společně s I. Denčevovou a kol.).
- Babické vraždy 1951, Academia, Praha 2016.
- Pohádky pro Norberta, Krasohled, Dačice 2016.
- Rozdělený svět? Češi a Evropa mezi svobodou a totalitou, Radioservis, 2016 (ed. společně s P. Hlaváčkem).
- Fenomén Masaryk (eds. společně s K. Heroldovou, M. Běličovou), Národní muzeum, Praha 2017.
- Moje Československo (eds. společně s R. Chmelem), Academia/Národní muzeum, Praha 2018.
- Čtyři králové. Lípa malolistá vypráví, (pohádky), Dačice 2019.
- Krok do propasti. 37 příběhů roku 1937, Academia, Praha 2019.
- 1620. Cesta na Horu, (Michal Stehlík ed.), Národní muzeum, Praha 2020.
- Parlament!, (eds. společně s O. Štěpánkem), Národní muzeum, Praha 2020.
- Střední Evropa mezi ideou a realitou. Rozhovor s Rudolfem Chmelem 2020, (R. Chmel, M. Stehlík), Národní muzeum 2021.
- Poklady v síti času/Schätze im Netz der Zeiten, Třebíč 2021.
- Přepište dějiny (společně s Martinem Gromanem), Jota, Brno 2021.
- Přepište dějiny podruhé (společně s Martinem Gromanem), Jota, Brno 2022.
- Nejisté dějiny. Rozhovor s Monikou Rybovou, Fish and Rabbit 2023.
- Padesátá léta (ed.), Národní muzeum 2023.
- Přepište dějiny potřetí (společně s Martinem Gromanem), Jota, Brno 2023.
- Kurátorství a výstavnictví (společně s M. Junkem), skripta pro studijní program muzejní studia, Praha 2024.
- Kamila Bendová: Můj život s Václavem a Chartou (rozhovor s K. Bendovou), Vyšehrad 2024.
- Přepište dějiny (nejen) k maturitě (společně s Martinem Gromanem), Jota, Brno 2024.
- Šelma. Příběh babických vražd, Orbis litera 2025.